# Aleiodes kisomm
Aleiodes kisomm – gatunek błonkówki z rodziny męczelkowatych.

## Zasięg występowania
Znany jedynie z Hrabstwa Riverside w płd. Kalifornii.

## Budowa ciała
Osiąga 4 mm długości. Przyoczka małe. Czwarty tergit metasomy jest szczególnie silnie rozwinięty (cecha podrodzaju), zaś na trzech przednich tergitach występuje charakterystyczne rzeźbienie w formie pofalowanych grzbietów. Na mezopleuronie rzeźbienie w postaci drobnych, gęstych i głębokich nakłuć.
Ubarwienie ciała w większości miodowo-pomarańczowe. Czwarty tergit metasomy czarny.

## Biologia i ekologia
Żywiciele Aleiodes kisomm nie są znani – prawdopodobnie są to ćmy z rodziny miernikowcowatych. Dwa osobniki na podstawie których opisano ten gatunek odłowiono w marcu i maju.